# Characidium macrolepidotum
Characidium macrolepidotum är en fiskart som först beskrevs av Peters, 1868.  Characidium macrolepidotum ingår i släktet Characidium och familjen Crenuchidae. Inga underarter finns listade i Catalogue of Life.